# Bojan Letić
Bojan Letić [bojan letyč] (* 21. prosince 1992, Brčko, Svazová republika Jugoslávie) je bosenský fotbalový obránce, od roku 2022 hráč ázerbájdžánského klubu Sabah FC. Mimo Bosnu a Hercegovinu působil na klubové úrovni na Slovensku,.v České republice, v Srbsku, ve Španělsku a v Ázerbájdžánu.

## Klubová kariéra

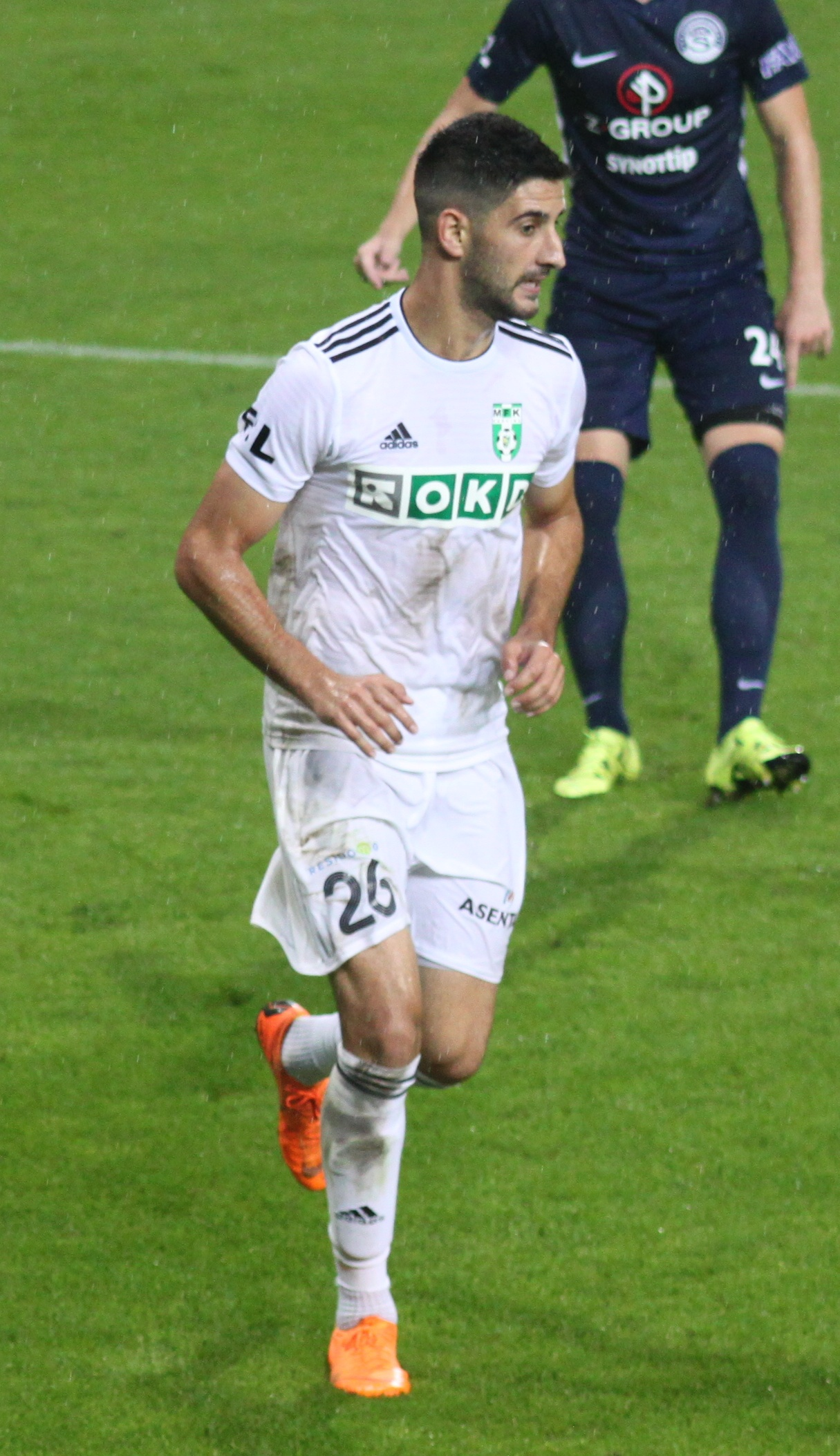
Bojan Letić v dresu MFK Karviná

Slovenský klub MŠK Žilina jej angažoval v červenci 2014 z bosenského klubu FK Velež Mostar. S týmem podepsal tříletou smlouvu. V sezóně 2014/15 skončil se Žilinou na konečném druhém místě Fortuna ligy za mistrovským FK AS Trenčín. V sezóně 2016/17 již slavil s mužstvem zisk ligového titulu. V červnu 2017 v Žilině skončil.
V srpnu 2017 posílil jako volný hráč (zadarmo) český prvoligový klub MFK Karviná.

## Reprezentační kariéra
Bojan Letić reprezentoval Bosnu a Hercegovinu v mládežnické kategorii U21.